# William Walling (écrivain)
Pour les articles homonymes, voir Walling et William Walling.
Pour les articles homonymes, voir Walling.
Œuvres principales
- N'y allez pas

William Walling, né le 25 novembre 1926 à Denver dans le Colorado, est un écrivain américain de science-fiction.

## Biographie
En 1953, il s'associe avec deux autres adeptes de Wilhelm Reich, Alexander Lowen et John Pierrakos. Ils fondent l'Institute for Bioenergetic Analysis (Institut pour l'analyse bioénergétique) en 1956.

## Œuvres
Romans
- N'y allez pas, Denoël, coll. Présence du futur, no 177, 1974 ((en) No One Goes There Now, Doubleday, 1971), trad. Jean Autret
- (en) Earth, Air, Fire and Water, Condé Nast Publications, Inc., 1974
- (en) The World I Left Behind Me, St. Martin's Press, 1979

- - Deutsch: … und morgen die Sterne. Bastei Lübbe Science Fiction Bestseller #22030, 1981,  (ISBN 3-404-22030-7).
- Sometimes the Dragon Wins (2003)
- Memo to the Leader (2005)
- Mind Games (2005)
- Olympus Mons (2013)
- Triage (2014)

Nouvelles
- Rings on Her Fingers (1970)
- The Unsigned (1971)
- The Sorrowful Host (1971)
- The Devil We Know (1973)
- Modus Vivendi (1973)
- Interference (1973)
- Nix Olympica (1974)
- Triage (1976)
- Memo to the Leader (1977)
- The Norns' Loom (1978)
  - Deutsch: Der Webstuhl der Nornen. In: Walter Spiegl (Hrsg.): Brennpunkt Zukunft 2. Ullstein Science Fiction & Fantasy #31042, 1982,  (ISBN 3-548-31042-7).
- Triggerman (1979)
- Star Dreck (1984)
- TTCB (1992)